# 499 до н. е.

## Події
- Облога Наксоса — невдала спроба перського війська та іонійців під керівництвом Аристагора захопити острів, що зрештою спровокувало багатолітню війну між греками та персами.
- Побоюючись наслідків невдоволення результатами експедиції на Наксос, Аристагор підбурює населення іонійських міст до початку повстання проти Персії.
- Руйнування греками Сард.

## Померли
- Ферекід Сіросський — давньогрецький філософ.